# Guaman Poma

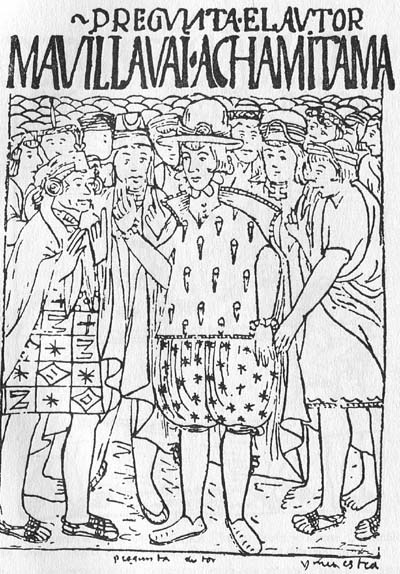
Autoportret Guamana Pomy, w otoczeniu opisywanych przez niego ludów

Felipe Guaman Poma de Ayala (ur. ok. 1550, zm. po 1616) – historyk, kronikarz pochodzenia indiańskiego (Peru).
Był potomkiem arystokratycznych rodów dawnego imperium inkaskiego. Urodził się w prowincji Lucanas. Posługiwał się językiem keczua, w młodym wieku nauczył się jednak także hiszpańskiego (kastylijskiego). W keczua jego imię brzmiało Waman (orzeł) Poma. Był tłumaczem hiszpańskich duchownych, zwalczających w drugiej połowie XVI wieku ruchy bałwochwalcze (Taki Unquy) wśród Indian. Rok jego urodzenia nie jest pewny. W swoim dziele Primer Nueva coronica y buen gobierno (pisanym mniej więcej między 1600 a 1615 rokiem) raz podaje, że ma osiemdziesiąt lat, a raz, że jest młodszy.
Kronika Pomy jest jednym z najcenniejszych świadectw hiszpańskiego podboju Peru. Liczy 1180 stron i zawiera 398 rysunków. Była adresowana do króla Hiszpanii, Filipa III. Opisuje w niej niesprawiedliwość rządów kolonialnych, Hiszpanów traktuje jako obcych osadników, przedstawia także indiańskie zwyczaje sprzed podboju. W hiszpański tekst zostały wplecione zwroty i wyrażenia w keczua. Oryginał tekstu znajduje się w Królewskiej Bibliotece w Kopenhadze, gdzie został odkryty w roku 1908.